# Provincia de Khatlon
La provincia de Khatlon (tayiko: Вилояти Хатлон/Vilojati Xatlon, ruso: Хатлонская область), es la más poblada de las cuatro divisiones administrativas y una de las tres provincias de Tayikistán. Durante la época soviética Khatlon se dividió en el óblast de Qurghonteppa y el óblast de Kulob. Ambas regiones se fusionaron en noviembre de 1992 en las provincias de Khatlon. La capital es la ciudad de Qurghonteppa, antigua Kurgan-Tyube.

## Historia
En cuanto región de la RSS de Tayikistán, Khatlon fue una de las regiones productoras de algodón en Tayikistán, siendo la otra la provincia de Sughd, entonces llamada Leninabad. La colectivización de la agricultura se aplicó en los años 1930, para extender el cultivo a todo el país, en particular a la zona meridional. En esos años se extendieron los canales de irrigación, y también se forzaron desplazamientos demográficos y abusos contra las poblaciones. Los grupos de las montañas de Uzbekistán y las poblaciones locales no se integraron, combatiendo entre sí durante la guerra civil tayika.

## Geografía
Khatlon tiene una superficie de 24.800 km², una área similar a la de la isla italiana de Cerdeña. Está situado en el suroeste del país con el río Panj en las fronteras del sur con Afganistán y Uzbekistán por el oeste. De nororiente a sudoccidente es asimismo atravesada por el río Vajsh.
Se compone de 25 distritos, 14 al oeste de Khatlon y 11 al este. La población total en 2008 fue de 2.579.300 habitantes.

## Economía
La población de Khatlon se dedican principalmente a actividades agrícolas, especialmente el cultivo del algodón y a la ganadería. Solo el dos o tres por ciento de la población trabaja en el sector industrial.